# 三陸カントリー倶楽部
座標: 北緯39度14分29.80秒 東経141度52分24.50秒 / 北緯39.2416111度 東経141.8734722度

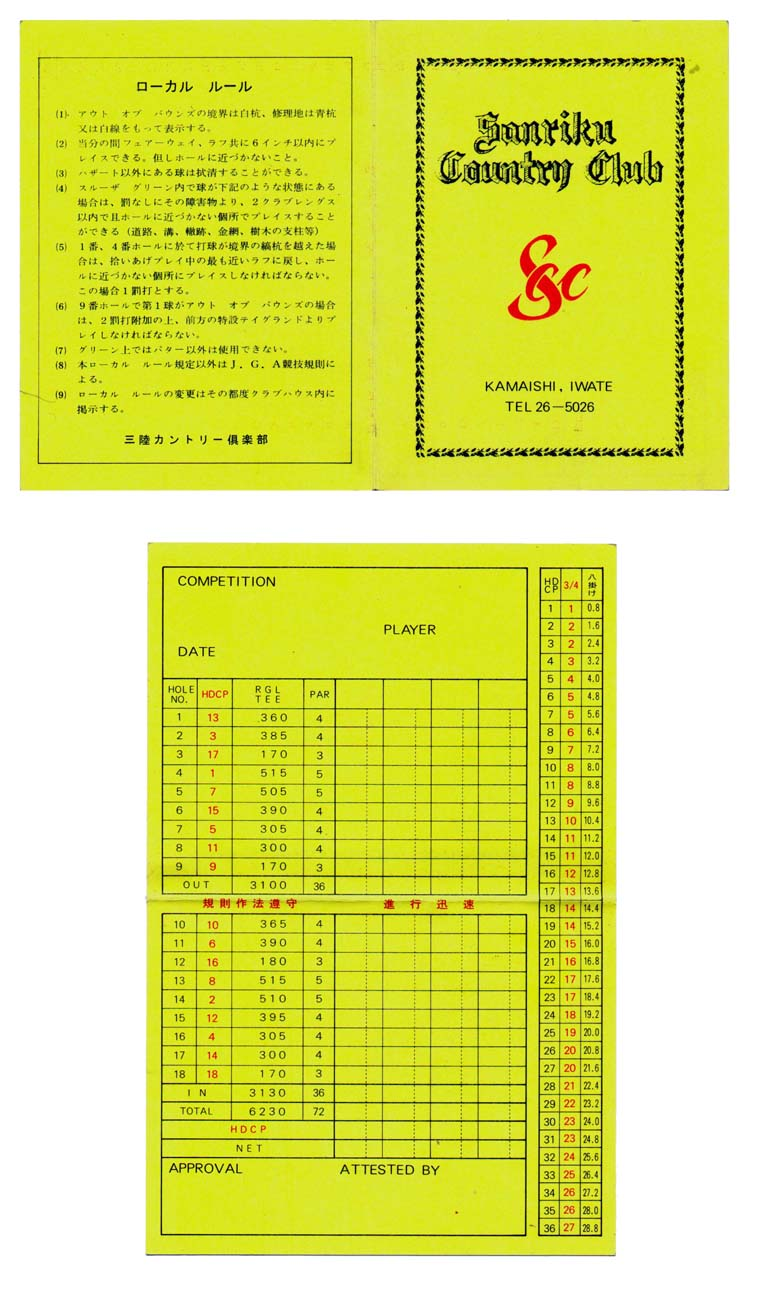
スコアカード

三陸カントリー倶楽部（さんりくカントリーくらぶ）は、昭和40年11月7日に開場し、平成24年3月末に閉場した9Hのメンバーシップ制ゴルフ場。
谷間の斜面に階段状にホールが並んで配置されており、1～6番ホールは比較的フラットだったが、7～9番ホールはアップダウンがあった。4番ホール終了後の5番ホールへ向かう坂道にはケーブルカーが設置されていた。

## 所在地
〒026-0001 　岩手県釜石市大字上平田第1地割13

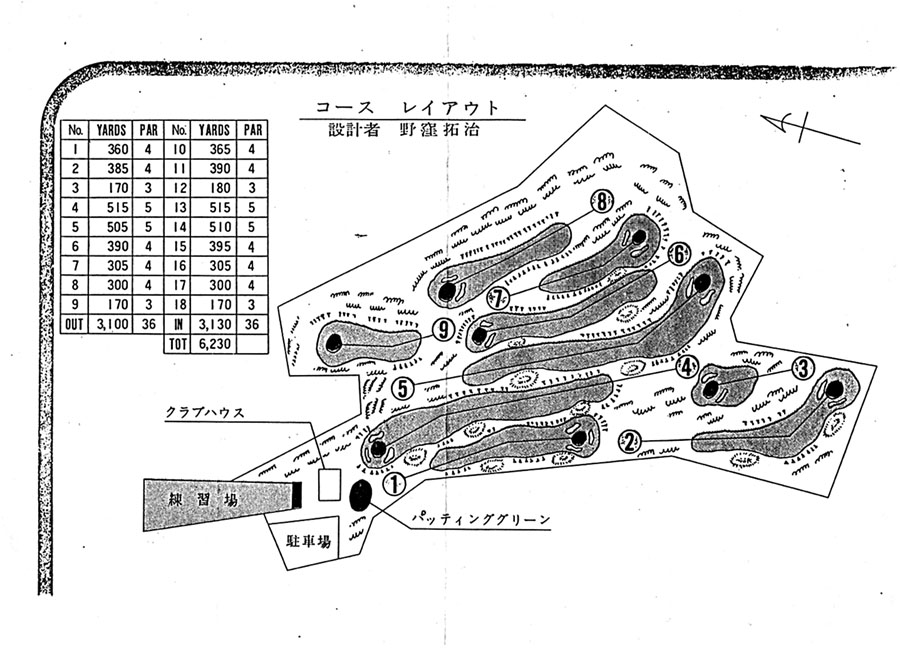
ヤーデージ表とレイアウト図

## コース情報
- 開場日 - 1965年（昭和40年）11月7日
- 設計者 - 野窪拓治
- 面積 - 33万m2
- 芝 - 野芝
- ヤーデージ - 3,100ヤード/3,130ヤード
- ホール/パー - 9H/Par36
- コースレート - 69.0

## アクセス
三陸鉄道リアス線の平田駅から約1.4km、東日本旅客鉄道（JR東日本）釜石駅からは約6km

## 周辺施設
- 釜石大観音
- 釜石市立鉄の歴史館